# Giovanni González
Giovanni González, vollständiger Name Giovanni Alessandro González Apud, (* 20. September 1994 in Montevideo) ist ein uruguayischer Fußballspieler.

## Karriere
Der 1,75 Meter große Defensivakteur González debütierte in der Apertura 2014 bei River Plate Montevideo in der Primera División. Sein dortiger erster Einsatz datiert vom 13. September 2014, als er von Trainer Guillermo Almada bei der 2:0-Auswärtsniederlage gegen den Club Atlético Rentistas in die Startelf beordert wurde. In der Spielzeit 2014/15 lief er in insgesamt drei Erstligaspielen (kein Tor) auf. Während der Saison 2015/16 kam er 14-mal (kein Tor) in der Liga und sechsmal (kein Tor) in der Copa Libertadores 2016 zum Einsatz. In der Spielzeit 2016 absolvierte er 13 Ligaspiele (kein Tor).
2018 wechselte Gonzáles zu Peñarol Montevideo. Dort verbrachte er vier Jahre. Anfang 2022 wechselte er nach Europa zum RCD Mallorca.

## Erfolge
Peñarol Montevideo
- Uruguayischer Meister: 2018, 2021
- Supercopa-Uruguaya-Sieger: 2018

## Nationalmannschaft
Seit 2019 ist Gonzáles Teil der Nationalmannschaft. Mit der Auswahl nahm er an der Copa América 2019 und der Copa América 2021 teil. In beiden Wettbewerben bestritt er drei Spiele (kein Tore).